# Tutenstein
Tutenstein este un serial de animație, câștigător al premiilor Emmy. Este produs de Porchlight Entertainment, pentru canalul Discovery Kids. Serialul are ca personaj central o tânără mumie reînviată, Tutankhensetamun (bazat pe viața adevăratului faraon, Tutankhamun mort de 3000 de ani), ce accidental a fost reînviată de o fată pe nume Cleo. Acum, el trebuie să se obișnuiască cu gândul că nu mai este un faraon. 
Numele de Tutenstein este o combinație între Tutankhamun și Frankenstein.
Serialul a fost transmis în România de Jetix și dublat în limba română.
Perioadă de difuzare: 2003-2008.
În România, a avut premiera în anul 2004 pe Fox Kids. Din 1 ianuarie 2005 a fost mutat pe Jetix, după ce Fox Kids a fost redenumit în Jetix. Din 2009 a fost scos din grilă înainte ca Jetix să fie închis.

## Personaje
- Tutankhensetamun este un faraon care a murit la vârsta de 10 ani și a fost reînviat accidental. Împreună cu prietenii săi Luxor și Cleo se obișnuește cu viața din secolul 21 înfruntându-și totdeodată vechii dușmani din lumea de dincolo.În episodul "Procras națiunea Tut",el se face skater profesionist, uitând de un important festival al lui Seth.
- Cleo Carter este cea mai bună prietenă a lui Tutenstein, dar de multe ori se îndoiește de el din cauza necazurilor pe care le aduce fără să vrea.
- Luxor, pisica vorbitoare, este motanul lui Cleo și slujitorul faraonului.El are vocea asemănătoare cu cea a lui Jerry, din desenul animat Spioanele.
- Horace Behdety, profesorul și directorul muzeului.Uneori îl mai prinde pe Walter Jacobs dormind, mâncând sau ascultând la radio.El are vocea asemănătoare cu cea a tatălui lui Andy Larkin, din desenul animat Ce-i cu Andy?.
- Walter Jacobs, paznicul muzeului.Are un frate pe nume George, care lucrează tot ca paznic la mall.
- Dr. Roxanne Vanderwheele, colega profesorului, ea și-a devotat viața pentru istoria Egiptului antic.Porecla lui Cleo pentru ea e "Dr. V".Ea are vocea asemănătoare cu cea a mamei lui Andy Larkin, din desenul animat Ce-i cu Andy?.
- Natașa,prietena cea mai bună a lui Cleo.În episodul "Adevărul doare", e portretizată ca fiind mincinoasă și oarecum îi câștigă încrederea lui Cleo.Porecla lui Cleo pentru Natașa este "Nat".
- Kyle, un alt prieten al lui Cleo.Este îndrăgostit de Natașa.
- Jake e unul din prietenii lui Cleo.Ea e îndrăgostită în secret.
- Seth este zeul egiptean al haosului, distrugerii și dezordinii.El încearcă să ia sceptrul lui Was de la Tutankhensetamun ca să conducă lumea.
- Demonii din lumea de dincolo sunt uneori trimiși de Seth ca să-i ia sceptrul Was de la Tut.
- Zeii egipteni sunt cei pe care Tutankhensetamun îi invocă atunci când are nevoie.Iată câțiva zei: Thot-zeul înțelepciunii, Horus-zeul cerului, Osiris-zeul morții și alții.
- Iris Carter este mama lui Cleo.E un inginer de construcții și un părinte iubitor.Ea nu e conștientă că fiica ei e prietenă cu o mumie vie sau că Luxor poate vorbi.Ea l-a văzut pe Tutenstein odată, dar Cleo i-a spus că e un elev de la cursurile de actorie.
- Tatăl lui Cleo e un egiptolog cu experiență și un tată iubitor.El a dispărut înainte să înceapă show-ul și a rămas dispărut fără răspunsuri reale.A dispărut ca să facă ceva cu oglinda lui Isis, în care e posibil să se fi blocat acolo când oglinda l-a arătat pierdut într-o zonă necunoscută(probabil un labirint în oglindă).El era foarte interesat de egiptologie.
- Thomas este verișorul de 5 ani al lui Cleo.Thomas e foarte impresionabil.Când l-a întâlnit pentru prima dată pe Tut, a început să se îmbrace la fel ca el și să se distreze cu el, lăsându-l să fie trimis în lumea de dincolo, chiar în mâinile lui Seth.
- Nutka era prietenul cel mai bun al lui Tut. Era maestru în a face farse și a înșela.
- Katie este rivala din copilărie a lui Cleo și scurt a devenit o rivală pentru atenția lui Jake.
- El Zabkar e un om bătrân care a-nsușit-o pe Ammut.El a crezut că Tut are un blestem, dar curând a realizat că a greșit după ce Tut i-a salvat viața.
- Ammut e una din zeii malefici din lumea subterană și care a fost însușită de El Zabkar ca să-i mănânce inima lui Tut și după aceea a încercat să-l omoare pe El Zabkar ca să-i mănânce inima, dar Tut și-a riscat inima ca să-l salveze pe El Zabkar și a trecut testul.Ammut arată ca o combinație de pisică mare și crocodil.

## Sezoane

### Sezonul 1: 2003–2004
1. Trezirea
2. Blestemul Faraonului
3. Zăngănitul Șaptișilor
4. Eu am făcut lumea mea
5. Barca de 1 milion de ani
6. Întâiul Puternic
7. Asta e grozav ca și Natașa
8. Regele Memphis
9. Roommates
10. Fantoma nimicită
11. Experiență de lângă moarte
12. Zona nesigură
13. Ferictă zi a încoronării, Tutenstein

### Season 2: 2004–2005
1. Prieteni
2. Mumia cu ochi verzi
3. Umbra perversă
4. Tut, Jr.
5. Strașnicul Sfinx
6. Supremul Tut
7. Bătrânul Tut
8. Catastrofa lui Cleo
9. Regină pentru o Zi
10. Day of the Undead
11. Procras-națiunea-Tut
12. Behdety Late Than Ever
13. Creierul lui Walter